# Agrioglypta
Agrioglypta é um gênero de mariposa pertencente à família Crambidae.